# ابرشتاینبورگ

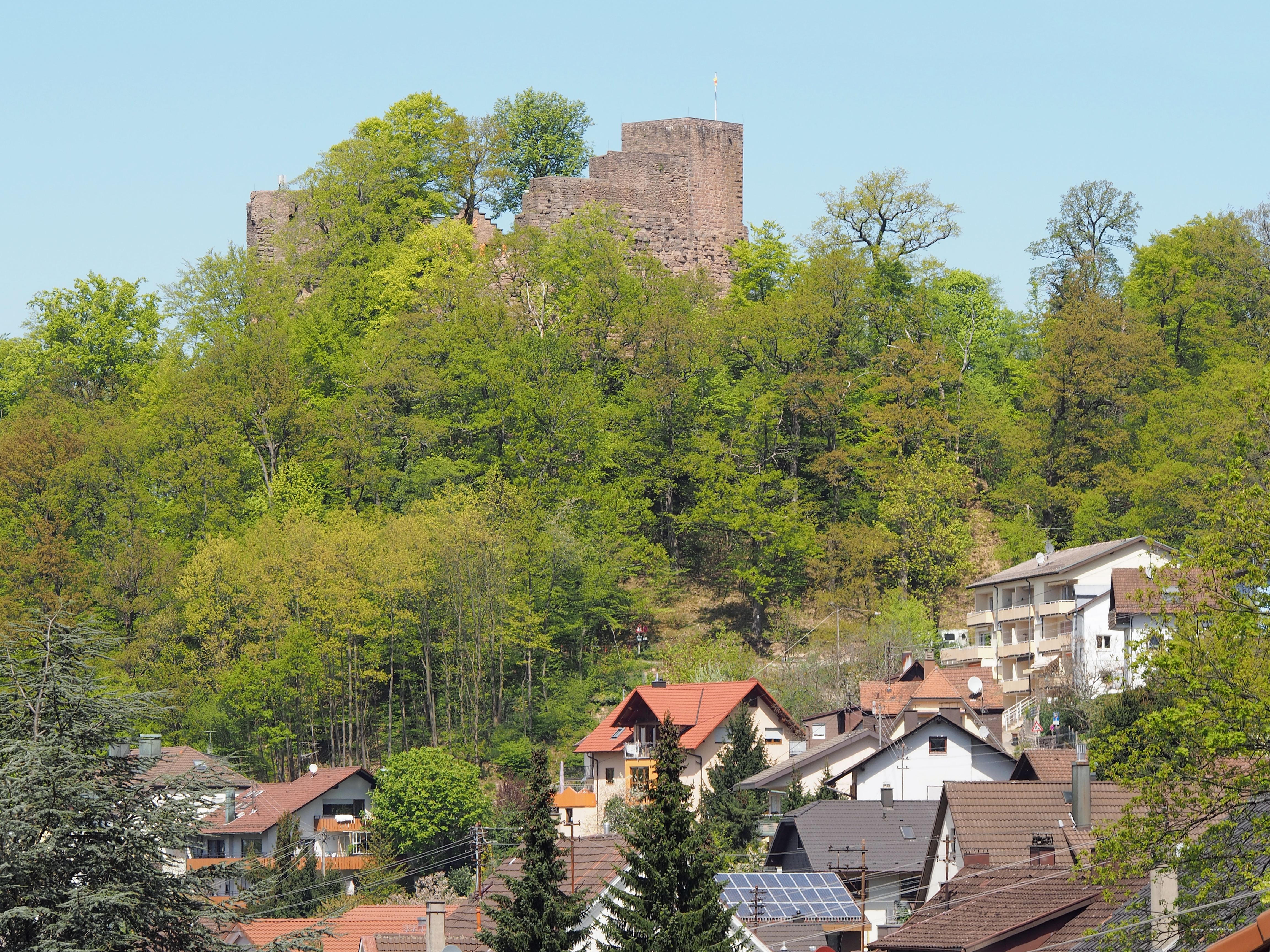
قلعه ابرشتاینبورگ

ابرشتاینبورگ (به آلمانی: Ebersteinburg) یک منطقهٔ مسکونی در آلمان است که در بادن-بادن واقع شده‌است. ابرشتاینبورگ ۱٬۲۱۶ نفر جمعیت دارد.